# 정진룡
정진룡(한국 한자: 丁鎭龍, 1915년 8월 2일~1947년 4월 19일)은 미군정 조선 시대 말기의 공산주의 계파 성향을 지닌 사회주의 운동가 겸 정치 깡패였었으며, 아명(兒名)은 정진영(한국 한자: 丁進英)·정진용(한국 한자: 丁鎭勇)이다.
외가를 비롯한 자신의 외조부의 사돈댁의 배려로 인하여 1936년에 첫 결혼을 하여, 1938년에 득녀하였고 1941년에 득남하였으나, 첫번째 결혼 8년여만이던 1944년에 첫번째 부인을 병으로 상배한 그는 슬픔을 가누지 못한 채로 결국, 1944년 공산주의(조선공산당)에 투신하여 1945년 광복(을유 해방)이 도래한 후, 1946년 김해숙(金海肅)과 재혼하였으나, 이듬해 1947년 4월 19일, 미 군정 조선 서울특별자유시 중구 장충동에서 사살되었는데, 그에 관련하여 알려진 바에 의하면 일제강점기 시절에 김두한(金斗漢)과 함께 활동하였었던 주먹이었다고 하며, 1945년 광복(을유 해방)이 도래한 후 좌익 계파 어용 단체인 조선민주청년동맹(조선청년전위대)에서 전위대 정치 깡패 등으로 활동하였다.
1947년 좌익 단체가 주최한 '청춘의 봄'이라는 연극의 경호를 담당하고 있던 중에 대한민청 감찰부장 김두한과 그 부대원들에게 전격 기습되었고 결국 대한민청 본부로 끌려가 사살되었다(시공관 사건).
아래는 용의자로 구속된 김두한을 조사한 미군정의 수사 기록이다.
| “ | 정진룡과 그의 무리들은 이승만을 사기꾼이고 자기중심적인 정치인이라고 비방하는 팜프렛을 배포하기 위해서 동원되었다. 4월 20일, 김두한은 이 시점이 그의 오랜 친구를 다시 자기에게로 돌아오게 할 좋은 기회라고 판단했기 때문에 그는 부하들을 보내서 반 이승만 유인물을 배포하는 사람들을 잡아오게 했다. 김의 부하는 극장과 서울의 시장거리를 배회하면서 정과 그의 부하를 잡아들였다. 김과 그의 부하들은 그들이 그들의 과거의 잘못을 인식하기를 희망하면서 이들을 폭행하기 시작했다. 폭행은 길고 단단한 일본 단풍나무로 만든 몽둥이로 행해졌다. 정은 박헌영 부재 시 남로당의 대표였던 허헌에게서 명령을 받았다고 했고 그는 공산주의 지도자들의 모든 명령에 복종한다고 말했다. 그는 심지어 이승만을 역적이라고 말했다. 이 순간에 김이 이성을 잃고 정의 가슴을 찼다. 그는 그의 오랜 친구에게 철회를 요구했지만 정은 거절했다. 김은 또 한방을 더 때렸고 그것으로 인해 정은 체내 출혈이 시작되었고 곧바로 죽었다. | ” |
|   | — 미군정 수사문서 : US Army lnteligence Center, History of the Counter Intelligence Corps, XXX: CIC During the Occupation in Korea(March 1959), p.92-94 |   |

## 드라마《야인시대》에서의 묘사
정진영은 김두한의 오랜 죽마고우 친구였고 어린 시절부터 청계천 아래에서 모친과 함께 거지로 살았다. 일제 밀정이었던 아버지가 살해당한 후 집안이 몰락하였고 그 과정에서 공산주의 사상에 심취했다. 원래는 취직을 위해 공부를 했었는데, 김두한이 우미관을 중심으로 주먹왕으로 군림했을 때 공부를 그만두고 그의 부하로 들어가게 된다. 김두한은 정진영의 쇠락한 집안을 경제적으로 많이 지원해 주었으며 정진영의 결혼도 김두한이 직접 도와주었다. 이후 그는 고보 출신이었던 김영태와 함께 조직의 브레인을 맡았고, 일본어에도 능숙하였기 때문에 일본 야쿠자와의 결투 과정에서 특사 파견 업무를 맡기도 하였다.
해방 후 정진영은 만담가 신불출과 교류하면서 본격적으로 공산주의 노선을 걸었고, 김두한은 정진영의 부탁으로 조선공산당의 산하인 조선청년전위대에 김두한과 함께 가입하여 좌익 정치깡패로 활동하였다.
하지만 얼마 안가 김두한은 아버지 김좌진 장군의 죽음을 알게 되자 전위대를 탈퇴하였고 우익으로 돌아섰다. 정진영은 박헌영의 납치시도 소식을 듣고 김두한과 단둘이서 대화하자며 김두한의 아버지 죽음의 진실을 듣게 된다. 김두한은 정진영에게 전위대를 탈퇴하라고 했지만 거절했고 정진영도 마찬가지로 전위대를 탈퇴하라는 김두한의 부탁을 거절하면서 서로 적이 되어 싸우게 되었다.
그 후 정진영은 자신을 따르는 세력을 모아 김두한으로부터 독립하여 박헌영으로부터 조선청년전위대 대장으로 임명되었다. 그 이후로 김두한과 극심하게 대립하였으며, 수많은 파업을 진행하며 공산주의를 선동하는 등 고군분투했으나, 김두한의 상대가 되지 못했고, 미군정과 경찰 역시 정진영에게 비협조적이었기 때문에 하는 일은 모두 실패로 돌아갔다.
이 과정에서 정진영은 자신의 이상에 깊은 회의감을 느끼면서 모든 것을 끝내고 말자는 강박관념에 빠져 자포자기 심정으로 김두한을 죽이는 것에만 전념하게 되었다.
1947년 대한민청 본부에서 김두한의 간부들과 부하들이 김일성 별장 습격과 이승만의 귀국길 경호의 일로 부재중이었을 때, 관련 정보를 들은 정진영은 심복 김천호와 전위대원들을 이끌고 김두한을 죽이기 위해 대한민청 본부를 습격하였다. 그러나 김두한의 부하들이 뜻밖에 일찍 돌아오면서 정진영 일당은 도주했지만 김두한의 간부들과 부하들은 예상되는 도주로를 차단했고, 결국 정진영 일당은 장통교(지금의 관철동 청계천 다리)에서 포위당해 생포되었다.
지독한 고문이 계속되었고 전향을 권유받았지만 모두 거부하였고, 김천호와 전위대 간부들과 전위대원들은 고문을 받고 피살당하여 시체는 암매장되었다. 김두한은 정진영에게 술을 대접하며 예전처럼 함께 살자며 다시 한번 기회를 주었지만, 정진영은 끝까지 거절했고 김두한은 권총을 내주며 스스로 해결하라고 제의했다. 그러나 정진영은 이 역시 거절하면서 김두한을 쏘았지만, 그것은 빈 총이었고 정진영의 마음을 최종 확인한 김두한은 품에서 진짜 총을 꺼내어 정진영을 저격, 피살하였다.

## 정진영이 등장하는 작품
- SBS 《야인시대》 (배역 : 서현석(소년), 김정민(청년))
- SBS 《야인시대》, KBS2 《일말의 순정》(배역 : 차광수(장년, 그 외 출연))